# Przewóz (powiat bytowski)
Przewóz (kaszub. Przéwóz lub też Prziwóz, Przewóz, Przëwóz, niem. Pschywors) – wieś w Polsce, położona w województwie pomorskim, w powiecie bytowskim, w gminie Studzienice, na Pojezierzu Bytowskim, nad wschodnim brzegiem jeziora Kłączno.
Miejscowość jest siedzibą sołectwa Przewóz, w którego skład wchodzą Bukówki, Lipuszek, Prądzonka i Rynszt.
W latach 1975–1998 miejscowość należała administracyjnie do województwa słupskiego.

## Nazwa
24 stycznia 1934 r. w miejsce nazwy Pschywors wprowadzono nazwę Adolfsheide. 9 grudnia 1947 r. ustalono urzędową polską nazwę miejscowości – Przewóz, określając drugi przypadek jako Przewozu, a przymiotnik – przewoski.

## Integralne części wsi
| SIMC    | Nazwa  | Rodzaj    |
| ------- | ------ | --------- |
| 0751440 | Rynszt | część wsi |

## Działalność gospodarcza
Na terenie Przewozu znajduje się firma zajmująca się produkcją mebli na wymiar pod nazwą B72 Meble